# 온두라스 올림픽 위원회
온두라스 올림픽 위원회(스페인어: Comité Olímpico Hondureño)는 온두라스의 국가 올림픽 위원회이다. IOC 코드는 HON이다. 본부는 테구시갈파에 있으며 범아메리카 스포츠 기구에 소속되어 있다.
1956년에 설립되었으며 같은 해에 국제 올림픽 위원회의 승인을 받았다. 올림픽, 팬아메리칸 게임, 중앙아메리카·카리브해 경기 대회를 비롯한 국제 스포츠 대회에 참가하는 온두라스의 선수들을 대표한다.